# Церква Успіння Пресвятої Богородиці (Каушани)
Церква Успіння Пресвятої Богородиці — церква в місті Каушани, його архітектурна пам'ятка, одна з найдавніших і найцінніших художніх реліквій Молдови.
Храм стоїть біля підніжжя пагорба. Він заглиблений у землю і його майже не видно за кам'яною огорожею, над якою виступає лише жолобчаста черепиця його низького даху та хрест на невеликому глухому барабані. Як і всяка шанована народом стародавність, храм цей овіяний легендами.
Непримітну форму церкви звичайно пояснюють існуючими при турецькому пануванні обмеженнями. За легендою, татари погодилися на будівництво православної церкви за умови, що вона не буде вищою за солдата, який сидить на коні. Цікаві конструктивні особливості споруди. Тут задіяні цікаві прийоми посилення сейсмостійкості за допомогою своєрідних амортизаторів — дерев'яних брусів, закладених трьома поясами в горизонтальні пази стін по всьому периметру будівлі. Все це — свідчення зрілої архітектурної та інженерної майстерності будівельників церкви.
Найпримітнішим в інтер'єрі храму є розпис. Слідуючи візантійським традиціям, він суцільно покриває стіни і склепіння, ніші, колони, укоси амбразур. Незважаючи на непоправні втрати, живопис і сьогодні вражає свіжістю фарб. Він створює в інтер'єрі цього холодного напівпідвалу атмосферу урочистості, підкорює незвичайною декоративною гармонією.
Останній раз церква була реконструйована в 1763—1767 роках і в такій формі вона збереглася до наших днів. Інтер'єр церкви багато прикрашений настінними фресками, виконаними в стилі, що відноситься до пізнього періоду Хурезької школи (Цара Роминяске). Серед суворо релігійних сцен тут зображені протегуючі церкві господарі — Микола і Костянтин Маврокордати, Григоре Олександру Гіке, Григоре Калімакі, Митрополит Проілавії Данило і інші.

## Церква на монеті

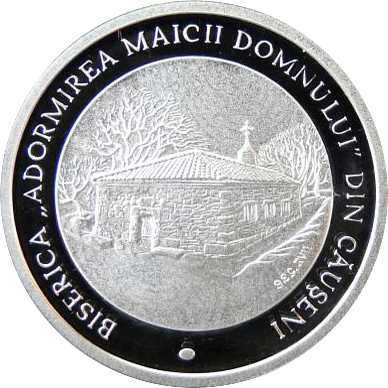
Реверс

15 червня 2009 року Національний банк Молдови випустив пам'ятну монету із серії «650 років заснування Молдовської держави» номіналом 20 лей з зображенням Каушанської Успеської церкви. Монета виготовлена із срібла 925/1000 проби. Вага 8 грам, діаметр — 22 мм. Тираж — 1 000 екземплярів.
На аверсі монети в центрі — герб Республіки Молдова; у верхній частині — цифра «2009»; в нижній частині — номінал монети; по колу — великими буквами викарбувано «REPUBLICA MOLDOVA».
На реверсі в центрі — зображення церкви; напис «sec. XVII»; по колу монети — великими буквами викарбувано напис «BISERICA» ADORMIREA MAICII DOMNULUI «DIN CĂUŞENI».